# Verbatim
Verbatim（バーベイタム）は、1969年にアメリカで生まれた記録メディアのブランドである。
三菱ケミカルグループを経て、2020年より台湾CMC Magnetics Corporationのブランドとなっている。

## 概要
Verbatimは1969年にアメリカ・カリフォルニア州でReid Andersonによって設立された企業で、ミニデータカセットの製造販売を開始。1970年代に8インチフロッピーディスクの主要メーカーとなり急成長する。コダックに買収される可能性も一時浮上したが、提携関係にあった三菱化成が買収し、三菱化学メディアが海外市場で使用する製品ブランドとなる。
日本では、提携当初の段階では「化成バーベイタム」によりフロッピーディスクやMOなどに広く使われていたが、体制変更で三菱化成メディアが設立されたことで一旦姿を消した。しかし、世界戦略の見直しから2009年9月に日本市場に再投入されLED電球など記録メディア以外でも使用される製品ブランドとなる。
2019年に三菱ケミカルメディアが事業撤退を発表し、2020年にCMC Magnetics Corporationへ売却された。

## 沿革

### 前身
- 1969年 - 前身であるInformation Terminals Corporationを米国カリフォルニア州マウンテンビューに設立。
- 1978年 - 商号をVerbatim Corporationに改称。
- 1982年 - 三菱化成株式会社とフロッピーディスク生産販売の合弁会社として日本に化成バーベイタム株式会社を設立。
- 1985年 - イーストマンコダックがVerbatim Corporationを1億7,400万ドルで買収する旨を発表。
- 1990年 - 三菱化成株式会社がVerbatim Corporationを買収。
- 1994年 - 親会社の三菱化成株式会社と三菱石油化学株式会社が合併し三菱化学株式会社となる。化成バーベイタムを解散し、三菱化成メディアを設立した上でVerbatim Corporationを吸収。日本国内での「Verbatim」ブランド使用を一旦終了。

### 三菱化学メディアによる再投入
- 2009年9月 - 三菱化学メディアが日本国内で発売するデータ用光ディスク製品の商品ブランドを「MITSUBISHI」ブランドから「Verbatim」ブランドへ切り替え、日本市場に再投入[4] 。
- 2010年9月
  - 三菱化学メディアが日本国内で発売する全商品ブランドを「MITSUBISHI」ブランドから「Verbatim」ブランドへ切り替え、以降「Verbatim」に出荷レベルで統一[4]。
  - ヨーロッパ・アメリカ・オーストラリアでVerbatimブランドのLED電球を販売開始。
- 2013年4月 - 三菱化学メディアが日本国内で発売するVerbatimブランドの製品はアイ・オー・データ機器が総代理店として販売を開始[5] 。
- 2017年12月15日 - Victorブランドを生産していた太陽誘電が2015年末にブランクメディア事業撤退により、その約2年後、VictorブランドのCD-R、およびDVD-R、DVD-RW、BD-R、BD-REの各種ブランクメディアを新たに順次発売開始。Victorブランドのブランクメディアは、JVCケンウッドが代理店となり、お問い合わせ等を担当する。

### CMC Magneticsへの売却
- 2019年
  - 6月14日 - 三菱ケミカルメディアが記録メディア事業及びその他事業（アメリカ・ヨーロッパ・オーストラリア・香港に所在する関連会社を含む）をCMC Magnetics Corporationの子会社へ売却することを発表[3][6]。
  - 7月29日 - CMC Magnetics CorporationがEMC Japan株式会社を三菱ケミカルメディアの本社所在地に設立。
  - 12月10日 - 事業売却後もアイ・オー・データ機器がVerbatimの光ディスク製品の国内販売総代理店を引き続き務めることに合意[7]。それと同時に、三菱ケミカルメディアの記録メディア事業及びその他事業はCMC Magnetics Corporation子会社の日本法人Verbatim Japan株式会社が取得することが明らかになる。
- 2020年
  - 1月6日 - EMC Japan株式会社がVerbatim Japan株式会社に社名を変更。
  - 3月23日 - Verbatim Japan株式会社が千代田区神田司町に移転し発足。

## 製品

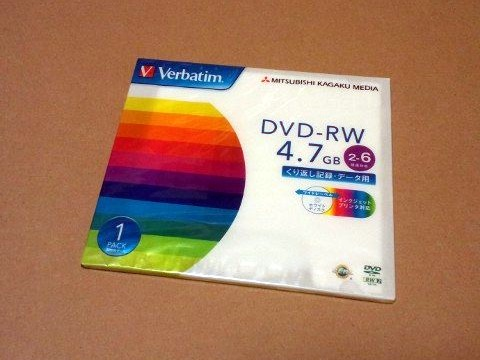
国内市場のDVD-RW

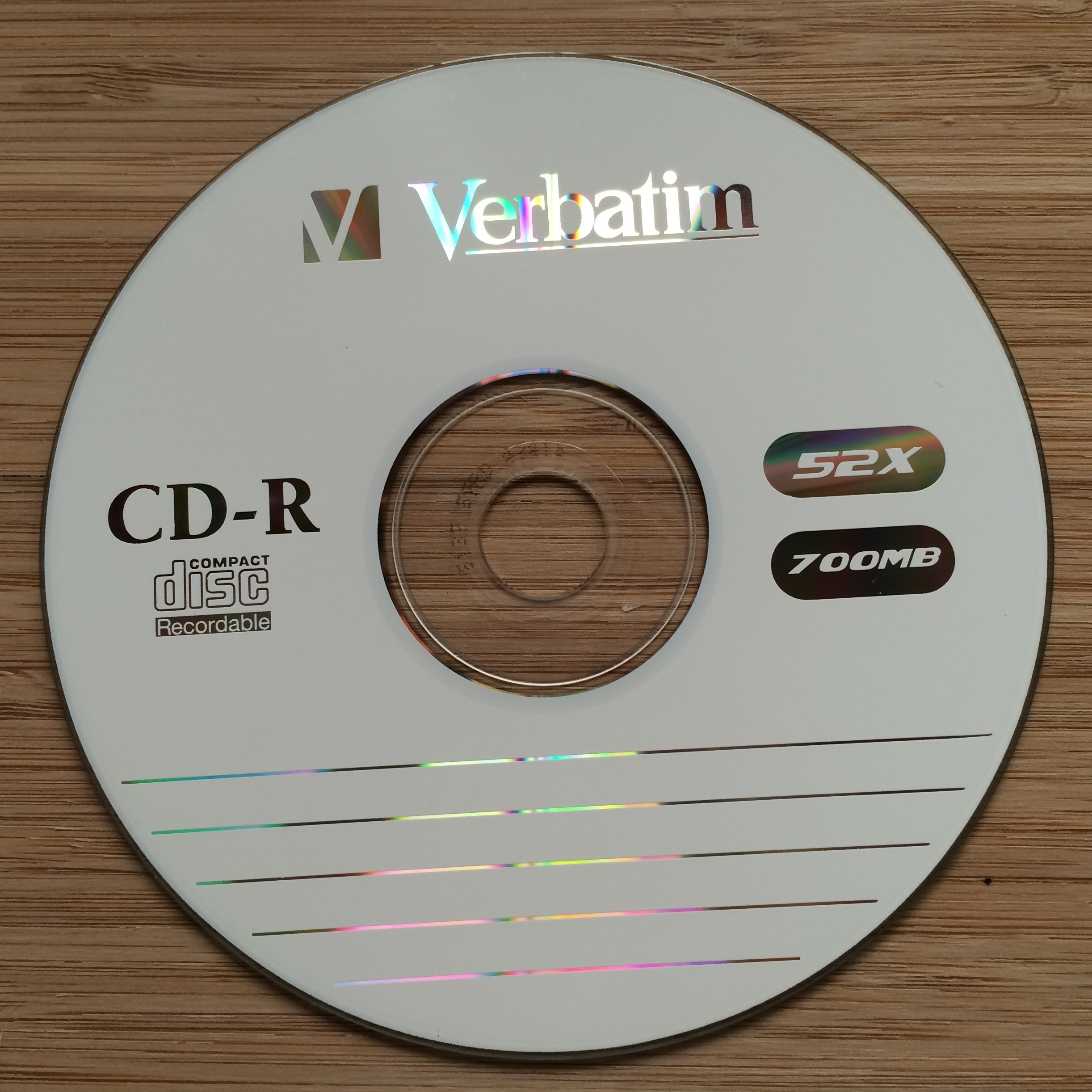
700MB CD-R

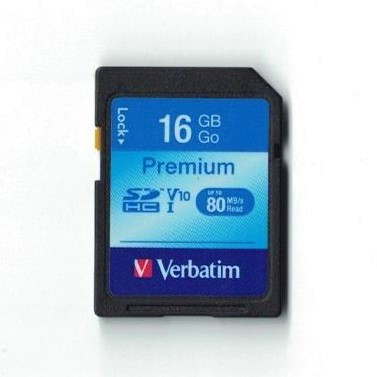
SDHCカード 16GB

- 光ディスク
  - CD
    - CD-R（データ用）
    - CD-RW
    - 音楽用 CD-R

  - DVD（データ用）
    - DVD-R
    - DVD-R DL
    - DVD-RW
    - DVD+R DL

  - DVD（録画用）
    - DVD-R CPRM対応
    - DVD-R DL CPRM対応
    - DVD-RW CPRM対応

  - Blu-ray Disc（録画用）
    - BD-R
    - BD-R DL
    - BD-R XL
    - BD-RE
    - BD-RE DL

  - 長期保存メディア M-DISC
    - M-DISC DVD-R
    - M-DISC BD-R
    - M-DISC BD-R DL
    - M-DISC BD-R XL
- LED電球[注 1]
- USBメモリー
- USBケーブル
- SDカード
  - SDHCカード
  - microSDHCカード
- 3Dプリンター用フィラメント
- マウス